# ماریکه فان دروگنبروک
ماریکه فان دروگنبروک (انگلیسی: Marieke van Drogenbroek؛ زادهٔ ۱۶ دسامبر ۱۹۶۴) ورزشکار روئینگ اهل پادشاهی هلند است.
وی در مسابقات کشوری و بین‌المللی در مجموع برندهٔ ۱ مدال برنز شده‌است.